# Silvestre Aguilar
Silvestre Aguilar (Palma y Montero, Veracruz, 1887-1955) fue un político mexicano, diputado al Congreso Constituyente de 1917. 

## Biografía
Era originario de la comunidad de Palma y Montero, en el municipio de Córdoba, Veracruz. Fue hermano del general revolucionario Cándido Aguilar.
En 1915, mientras Venustiano Carranza y su gobierno residían en el puerto de Veracruz, Silvestre Aguilar dirigió el periódico «La Opinión», datando de esta época su cercana relación con Carranza, de quien su hermano Cándido era yerno.
En 1916 fue elegido diputado al Congreso Constituyente por el Distrito 11 de Veracruz con sede en la ciudad de Córdoba; y luego fue diputado por el Distrito 1 de Veracruz a la XXVII Legislatura de 1917 a 1918. Tras el asesinato de Carranza en Tlaxcalantongo como consecuencia de la rebelión del Plan de Agua Prieta en 1920 y al ser uno de sus más cercanos partidarios, se exilió del país, residiendo en Estados Unidos y en La Habana, Cuba.
Tras la pacificación del país, retornó a México y ocupó el cargo de administrador de Rentas de la ciudad de Córdoba a partir de 1935. Fue elegido diputado federal por el Distrito 9 de Veracruz a la XXXVII Legislatura de 1937 a 1940,  aunque alternativamente ocupó el cargo de Oficial Mayor del gobierno de Veracruz durante las gubernaturas de Miguel Alemán Valdés y de Fernando Casas Alemán, y en la Jorge Cerdán Lara de 1940 a 1943. Este último año fue elegido nuevamente diputado federal por el Distrito 6 de Veracruz a la XXXIX Legislatura que concluyó en 1946.
El mismo año de 1946 ocupó la titularidad de la tesorería del gobierno de Veracruz en la administración del gobernador Adolfo Ruiz Cortines, y luego el de director del Departamento Forestal bajo el mismo gobernador hasta 1949, año en que por tercera ocasión fue elegido diputado federal por el Distrito 6 veracruzano a la XLI Legislatura que concluiría en 1952. Fue también, siendo Adolfo Ruiz Cortines secretario de Gobernación, titular de la dirección de Asuntos Políticos de dicha dependencia.
Fue hermano de Cándido Aguilar, general revolucionario y yerno de Venustiano Carranza, y su hijo Hesiquio Aguilar Marañón, tuvo también una importante carrera política.